# Эльвира — повелительница тьмы
«Эльви́ра — повели́тельница тьмы» (англ. Elvira: Mistress of the Dark) — американская кинокомедия.

## Сюжет
Телеведущая второсортных шоу, женщина-вамп Эльвира хочет прославиться, устроив незабываемое шоу в Лас-Вегасе, но для этого ей не хватает около 50 000 долларов. Узнав, что её богатая тётушка Моргана скончалась, Эльвира едет в Фэллвелл, штат Массачусетс, чтобы успеть к моменту чтения завещания.
После насыщенного приключениями путешествия она приезжает в тихий и забытый миром городок и сразу становится объектом как восхищения среди молодёжи, так и неприязни у консервативно настроенного населения. В наследство ей достаются очень старый дом, маленький пудель и особенная книга с рецептами. Но за книгой охотится дядя Эльвиры. Это волшебная книга, и без неё старый колдун не может захватить власть над миром.
Эльвира расстроена тем обстоятельством, что ей придётся возиться с этой рухлядью, а также тем, что она осталась ни с чем: её машина сломалась и она «на мели». Но находчивая «Повелительница тьмы» не унывает и решает отремонтировать запущенную недвижимость, чтобы продать, а заодно встряхнуть старый сонный городишко, погрязший в чванстве и ханжестве. В достижении этой цели ей помогают отзывчивые и доброжелательные жители — наперекор той половине города, которая настроена крайне отрицательно к её пребыванию там.

## В ролях
- Кассандра Петерсон — Эльвира / тётушка Моргана Тэлбот
- Морган Шеппард — Винсент Тэлбот
- Дениел Грин — Боб Реддинг
- Сюзан Келлерманн — Пати
- Джефф Конавей — Трэвис
- Эди Макклёрг — Честити Пэрая
- Тресс Макнилл — телеведущая / озвучивание тётушки Морганы Тэлбот

## Факты
Актёры Эди Макклёрг, Линн Мари Стюарт, Дерил Кэрролл, Джозеф Ариас, Джон Парагон и Тресс Макнилл получили свои роли благодаря именно Кассандре Петерсон, которая подружилась с ними во время выступления в комедийной труппе «The Groundlings». Персонаж Тресс Макнилл был основан на реальной телеведущей, с которой у Кассандры Петерсон не сложились отношения во время работы на телевидении.
Тогда ещё никому не известный Брэд Питт пробовался на роль одного из подростков, очарованных Эльвирой, но Кассандра Петерсон забраковала его кандидатуру, посчитав слишком красивым — по её мнению, зрителям тогда было бы непонятно, почему Эльвира увлечена героем Дениела Грина.

## Плагиат
В 1980 году Майла Нурми судилась с Кассандрой Петерсон, обвинив актрису в плагиате её образа «Вампиры», в котором она снялась для фильма Эдварда Вуда «План 9 из открытого космоса» (1958). Именно благодаря этому фильму Кассандра узнала об образе и решила взять его без разрешения на права использования. Суд оказался безуспешен для Майлы, так как за прошедшее время (21 год) права на образ уже потеряли свою актуальность и всякий раз суд принимал решение не в пользу Нурми.

## Саундтрек
Музыка была написана Джеймсом Б. Кэмпбеллом, песню «I Put a Spell on You» исполнила Джоанна Сент-Клер, песню «Town Without Pity» — Джесс Харнелл.

## Номинации
Fantasporto
- 1990 — Лучший фильм[1]

Saturn Awards
- 1990 — Лучшая актриса: Кассандра Петерсон[2]

Золотая малина
- 1988 — Худшая актриса: Кассандра Петерсон[3]

Stinkers Bad Movie Awards
- 1988 — Worst Picture[4]